# KISS YOU 〜世界は宇宙と恋におちる〜
「KISS YOU 〜世界は宇宙と恋におちる〜」（キス・ユー - せかいはうちゅうとこいにおちる）は、TM NETWORKの11枚目のシングル。1987年10月1日に発売された。

## 音楽性
カップリング曲は、1987年6月24日に行われた武道館ライブ「FANKS CRY-MAX」で演奏された「Self Control」を収録。

## 制作
デュラン・デュランを意識して小室が作曲した楽曲。Aメロ含め曲調全体がラップとなっている。デモテープの段階では渡辺美里へ提供予定だったが渡辺の判断によりレコーディングが見送られ、ディレクターの小坂洋二の判断でTMの新譜としてリリースされた経緯がある。
宇都宮隆は「ミキサーが事前に色々なラップの曲をテープに録音してきて、それを耳が感覚を覚えるほどに聞いた。それからスタジオに入ったのが功を奏して、『難しい』『言葉を乗せられるのか』と思いながらも、割と上手く歌えた」「歌詞でここまで日本語が少ないのは初めてで、英語がすごい勢いで入っていて、歌っていて面白い」「この手のビートは得意中の得意」と評している。
シングルヴァージョンとアルバムヴァージョンではアレンジが大幅に異なっており、アルバムヴァージョンはドラムとエレキギターの演奏者が異なり、シーケンスデータは同じであるがロサンゼルスにある機材を使用したため、打ち込みの音色が異なる。
1989年に、同曲のリミックスシングルがリリースされた。

## 録音
当初、アルバム『humansystem』の先行シングルには、「Get Wild」路線の「RESISTANCE」にしようというメンバー3人の意見もあったが、小坂洋二の「『KISS YOU』でやってみたい」という言葉が小室の頭の中でエコーのように響いて、トラックダウン直前に変更になった。トラックダウンは昼から始まり、午後2時には当時のエピックソニーの専務だった丸山茂雄も入った会議で『RESISTANCE』で一旦決まったがそれを覆した。小室が変更の電話をしたのは午後4時半頃だったという。小室は、小坂の「極端にポップかと思ったら歌謡曲的な発想を持っている特殊な感覚が凄い」、「自分はそこまで極端でなくもうちょっと狭い」と言っている。
小室の「1曲の中に色々詰め込みたい」思いから、出だしがノイズ音からスタートし、所々でノイズ音・小室のトランシーバーによるセリフ・3人のコーラスが織り交ざっている。アルバムヴァージョンではストリングスのパートがカットされていたり、2番の後のセリフ部分がギターソロに置き換えられている。
小室みつ子はバックトラックを聞いた途端、個人的にとても好みのリズムだったと同時に、めまいを起こす程の複雑なメロディに泣き出してしまい、タイトルを決めるだけでも1週間悩んだ。
歌入れには5時間かかったが、メインボーカルのレコーディングより、コーラス・かけ声のレコーディングに時間を割いた。
小室は木根に「すごく太った黒人みたいな、低くて歪んだ声を出してくれ」と注文した。最初は歪んだ声を出しながらしっかりメロディを追っていたが、回数を重ねる内に音程は外れこそしなかったけど、抑揚が無くなっていった。宇都宮は「ただ、がなっているだけだった」と評している。

## 再発盤
1989年9月21日に未CD化既発シングルを一斉8cmCDシングルとして再リリースした際、小室は本楽曲が既にCD化されているものと勘違いしたというエピソードがあるため、本楽曲の8cmCDシングルは、他曲より2ヶ月遅れの1989年11月22日に発売された。本楽曲の8cmCDシングルのジャケット裏の歌詞カードには「More Rock」「Kiss Japanライブ・ヴァージョン」で削除されたトランシーバーによるセリフも歌詞として細かい字で記されている。

## 収録曲
| 全作詞: 小室みつ子、全作曲・編曲: 小室哲哉。 |                                                              |            |            |      |
| #                                            | タイトル                                                     | 作詞       | 作曲・編曲 | 時間 |
| 1.                                           | 「KISS YOU 〜世界は宇宙と恋におちる〜」                      | 小室みつ子 | 小室哲哉   | 4:57 |
| 2.                                           | 「SELF CONTROL (方舟に曳かれて) 〜VERSION "THE BUDOHKAN"〜」 | 小室みつ子 | 小室哲哉   | 6:22 |
| 合計時間:                                    | 合計時間:                                                    | 11:19      |            |      |

## 参加ミュージシャン
- 青山純（ドラムス）
- 鳥山雄司（エレクトリック・ギター）

## 収録アルバム
- humansystem (More Rock)
- TMN COLOSSEUM II (ライブバージョン)
- TETSUYA KOMURO PRESENTS TMN BLACK
- TAKASHI UTSUNOMIYA PRESENTS TMN RED (More Rock)
- TIME CAPSULE all the singles
- STAR BOX (More Rock)
- BEST TRACKS 〜A message to the next generation〜
- TM NETWORK THE SINGLES 1
- TM NETWORK ORIGINAL SINGLES 1984-1999
- TM NETWORK ORIGINAL SINGLE BACK TRACKS 1984-1999 (オリジナル・カラオケ)
- Gift from Fanks M
- LIVE HISTORIA T 〜TM NETWORK Live Sound Collection 1984-2015〜　(ライブバージョン)
- LIVE HISTORIA M 〜TM NETWORK Live Sound Collection 1984-2015〜　(ライブバージョン)
- “FANKS intelligence Days” at PIA ARENA MM　(「TK Remix」基調のライブバージョン)
- DEVOTION (TK Remix)